# Mágneses magrezonancia

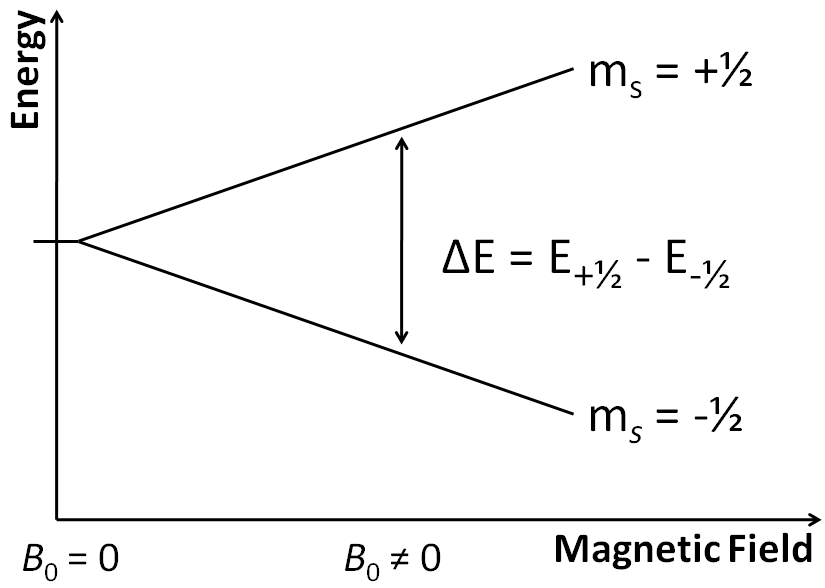
Feles spinhez tartozó energiaszintek felhasadása mágneses mezőben

A mágneses magrezonancia – más néven nukleáris mágneses rezonancia, angol rövidítéssel NMR – a mágneses mezőbe helyezett anyagban fellépő azon jelenség, melynek során egy másik, rádiófrekvenciás (elektro)mágneses térrel besugározva azt bizonyos frekvenciákon – azaz „rezonanciaszerűen” – elnyeli. A jelenség az atommag kvantummechanikai tulajdonságain alapul. Azon, hogy az atommagok spinjének, azaz saját impulzusmomentumának és az ezzel arányos mágneses momentumának a mágneses tér irányára vett vetületének függvényében az energiaállapotuk felhasad, azaz különböző értékűvé válik. Az ezen állapotok közötti energiájú elektromágneses hullámmal gerjesztve őket a hullámot elnyelik és átmennek egy másik állapotba, majd ezután ezt az energiát kibocsátva visszamennek az eredeti állapotba. Az állapotváltozást előidéző elektromágneses hullám frekvenciája a Larmor-frekvencia, amely függ az atommag tömegétől, spinjétől és egyenesen arányos a külső mágneses térrel. 
Az atommagok spinkvantumszáma lehet 0, 1/2, 1, 3/2, 2... ~4. Az atommagok spinkvantumszáma meghatározza, hogy az adott mag mágneses-e (ha igen, akkor „NMR aktív”). Például a szén 12-es izotópjának spinkvantumszáma 0, így a leggyakrabban előforduló szénizotópnak nincsen NMR spektruma. A 13-as izotópnak viszont 1/2-es a spinkvantumszáma, így mágneses momentuma is, NMR jelet ad. A jelenséget kvantummechanikai adatokkal magyarázzuk, de a mágnesesség maga egyszerű fizikai jelenség, így akként is működik. A leggyakrabban mért mag az 1/2-es spinkvantumszámú hidrogén-1 atommag (proton), de a periódusos rendszer legtöbb elemének létezik mágneses magrezonanciával mérhető izotópja. A leggyakrabban mért magok: 1H, 13C, 15N, 17O, 19F, 31P.
Az NMR alkalmazási területe az NMR-spektroszkópia (főként a kémiai és biológiai szerkezetkutatásban), és a mágnesesrezonancia-képalkotás vagy MRI, amely az orvosi diagnosztikában használatos.

## Története
A mágneses magrezonancia elméleti alapja jóval az első sikeres kísérletek (1945) előtt megszületett, a szülőatyja pedig Pauli volt (1924). A mágneses magrezonanciát Isidor Isaac Rabi fedezte fel 1938-ban. 1952-ben Felix Bloch és Edward Mills Purcell közös Nobel-díjat kapott a technika folyadékokra és szilárd anyagokra való alkalmazásáért és továbbfejlesztéséért. Purcell már a második világháború alatt is dolgozott ezen a technikán a Massachusetts Institute of Technology Radiation Laboratóriumában, a technika RADAR, vagyis Rádiólokátorként való alkalmazásán. A katonai vonatkozású kutatás a háború alatt valójában csak ürügy volt a tisztán elméleti jellegű kutatásra, akkoriban Purcell-ék még nem gondoltak arra, hogy valaha gyakorlati alkalmazása is lehet kutatásuknak.
A kutatók észrevették, hogy vegyületek egyes atommagjai bizonyos, az atommagra jellemző térerősséggel rendelkező mágneses térben képesek a sugárzási frekvencia abszorpciójára. A jelenségre azt mondjuk, hogy az atommag rezonanciában van (vagyis rezonál). Az analitikai kémia szempontjából az az érdekes, hogy egy adott térerősség alkalmazásakor egy vegyület különböző atommagjai más-más frekvenciával rezonálnak, ami mind az analitikai kémia mind a biokémia számára értékes információ. A jelenség hátterében az áll, hogy a „mag-mágnesek” olyan érzékenyek, hogy az eltérő kémiai környezetben (tehát már molekulán belüli elhelyezkedésbeli különbségnél is) megváltozik a rezonanciafrekvenciájuk. Ezt nevezzük kémiai eltolódásnak, és ez az NMR spektrumból nyerhető elsődleges információ. Ezen kívül még a spektrum egyéb adatai is jelentős információval szolgálnak. Az NMR kísérletek sokféleségének és az egyre nagyobb mágneses térerősségnek köszönhetően (manapság a 800 MHz-es mágnesek nem ritkák, sőt már létezik 1,2 GHz-es mágnes is) a molekula-szerkezetkutatás elengedhetetlen eszközévé vált az NMR spektroszkópia. Mára nagyobb biomolekulák (pl. közepes méretű fehérjék) szerkezetmeghatározása is lehetséges NMR-spektroszkópiával, így az NMR nem csak a kutatás, de az ipar nélkülözhetetlen eszközévé vált.

## Elmélete

### Magspinek és mikroszkopikus mágnesek
A protonok és neutronok - az atommagot alkotó részecskék - jellemző tulajdonsága azok spinje, azaz belső impulzusmomentuma. Az atommagok jellemző tulajdonsága azok spinkvantumszáma (S). Páros számú protont és neutront tartalmazó atommag spinkvantumszáma S = 0, a nukleonok az elektronokhoz hasonlóan párba rendeződnek, a párok keletkezése által létrejövő eredő spinjük 0, így a két protonból - melyeknek egyenként feles spinjük van - és a két neutronból - melyeknek egyenként szintén feles spinjük van - felépülő 4He atommag eredő spinje (spinkvantumszáma) 0.

## Nobel-díjak a témakörben
- 1952-ben Felix Bloch (1/2 részben) és Edward Mills Purcell (1/2 részben) Fizikai Nobel-díjat kapott Mágneses Magrezonancia módszerek fejlesztéséért.[3]
- 1991-ben Richard Ernst kapott Nobel-díjat a nagy felbontású mágneses magrezonancia módszertan területén és a mágneses magrezonancia spektroszkópia területén végzett munkájáért.[4] (Kémiai Nobel-díj).
- 2002-ben megosztva kapott Kémiai Nobel-díjat John B. Fenn (1/4 részben), Koichi Tanaka (1/4 részben), Kurt Wüthrich (1/2 részben) Biológiai makromolekulák szerkezetfelderítési módszereinek a kifejlesztéésért. Kurt Wütrich része: Mágneses Magrezonancia spektroszkópia segítségével végzett három dimenziós szerkezetmeghatározás biológiai makromolekulák esetében.[5]
- 2003-ban mágnesesrezonancia-képalkotásért kaptak Fiziológiai és orvostudományi Nobel-díjat. Paul C. Lauterbur (1/2 részben) és Sir Peter Mansfield (1/2 részben)[6]